# Пастер Валлери-Радо, Луи
Луи́ Пасте́р Валлери́-Радо́ (3 мая 1886, Париж — 9 октября 1970, там же) — французский врач, государственный деятель. Член Конституционного Совета Франции (1959—1965). Профессор. Доктор медицины. Член Французской академии (кресло 24 (1944—1970)).

## Биография
Сын писателя Рене Валлери-Радо, внук Луи Пастера. По матери был родственником известного романиста Эжена Сю и члена Французской Академии Габриэля-Мари Легувэ.
Изучал медицину, работал врачом в больницах Парижа, с 1927 года — доцент. В 1936 году стал членом Парижской медицинской академии. В 1939 году назначен профессором медицинского факультета Парижского университета. Доктор медицины.
Занимался исследованиями аллергии и заболеваний почек. Опубликовал ряд статей и книг по медицине.
В годы Второй мировой войны был активным участником французского движения Сопротивления, возглавлял Медицинский комитет Сопротивления. Разыскивался гестапо. После окончания войны занимал должность Генерального секретаря Министерства здравоохранения Четвёртой Французской республики. Избирался депутатом парламента (1951—1952).
В октябре 1944 года стал членом Французской академии (кресло 24 (1944—1970)).
Биограф своего деда Луи Пастера и издатель полного собрания его трудов. В начале 1930-х годов, с целью создания музея Пастера, передал в дар архив и вещи своего деда.
Увлекался музыкой, относил себя к числу «дебюссистов». Начиная с 30 апреля 1903 rода, первой годовщины со дня первого представления оперы Клода Дебюсси «Пеллеас и Мелизанда», анонимно посылал композитору на дом букет цветов. В 1910 году он решился приложить к нему свою визитную карточку, после чего между ними завязалась дружба и активная переписка. Присутствовал при смерти композитора, позже издал письма Дебюсси к его жене Эмме Бардак (Lettres de Claude Debussy à sa femme Emma).

## Избранные публикации
- Pour la terre de France, par la douleur et la mort, 1916
- Œuvres de Pasteur, 7 vols., 1924—1939
- Maladies des reins, en el Nouveau traité de Médecine de Vidal et Lemierre, 1929
- Hypersensibilités spécifiques dans les affections cutanées, con Mlle. Heiman, 1930
- Les phénomènes de choc dans l’urticaire, con L. Rouquès, 1931
- Maladies des reins, dans Précis de pathologie médicale, 1932
- Les Migraines, con Jean Hamburger, 1935
- Quelques grands problèmes de la médecine contemporaine, 1936
- L’anaphylaxie expérimentale et humaine, con G. Mauric et A. Holzter, 1937
- Les plus belles pages de Pasteur, 1943
- Précis des maladies allergiques, 1949
- Héros de l’esprit français, 1952
- Correspondance de Pasteur, annotée, 1952
- Comment traiter l’asthme de l’adulte, 1953
- Science et Humanisme, avec Léon Bérard, 1956
- Images de la vie et de l'œuvre de Pasteur, 1956
- Lettres de Claude Debussy à sa femme Emma, 1957
- Tel était Claude Debussy, 1958
- Louis Pasteur; a great life in brief, 1958
- Précis des maladies des reins, 1959
- Pasteur inconnu, 1959
- Médecine à l'échelle humaine, 1959
- Traité d’allergie, 1963
- Médecins d’hier et d’aujourd’hui, 1963
- Mémoires d’un non-conformiste, 1966—1970

## Награды
- Кавалер большого креста ордена Почётного легиона
- Военный крест 1914—1918 (Франция)
- Медаль Сопротивления (Франция)
- Командор Ордена Академических пальм
- Командор Ордена Искусств и литературы
- Медаль Свободы (США)
- Командор Ордена Леопольда I (Бельгия)
- Великий офицер Ордена Южного Креста (Бразилия)
- Почётный доктор университетов Мюнхена, Буэнос-Айреса, Сан-Паулу, Монреаля, Сантьяго-де-Чили, Эквадора, Афин, Салоники, Иерусалима и др.
- Почётный член Королевского медицинского общества (Великобритания)